# Тай Домі
Тай Домі (англ. Tie Domi, нар. 1 листопада 1969, Віндзор) — колишній канадський хокеїст, що грав на позиції крайнього нападника.
Провів понад тисячу матчів у Національній хокейній лізі. Відомий тафгай, один з лідерів НХЛ за кількістю штрафних хвилин у кар'єрі.

## Ігрова кар'єра
Хокейну кар'єру розпочав 1986 року.
1988 року був обраний на драфті НХЛ під 27-м загальним номером командою «Торонто Мейпл-Ліфс». 
Протягом професійної клубної ігрової кар'єри, що тривала 18 років, захищав кольори команд «Торонто Мейпл-Ліфс», «Нью-Йорк Рейнджерс» та «Вінніпег Джетс».
Загалом провів 1118 матчів у НХЛ, включаючи 98 ігор плей-оф Кубка Стенлі.

## Інше
Один місяць працював на каналі «The Sports Network», знімався в кіно. У жовтні 2009 разом з Крістін Гаф вів шоу на Canadian Broadcasting Corporation. 
Влітку 1995 з'явився в двох передсезонних товариських матчах «Торонто Арґонавтс» (Канадська футбольна ліга).

## Статистика
| Сезон        | Клуб                  | Ліга         | Регулярний сезон | Регулярний сезон | Регулярний сезон | Регулярний сезон | Регулярний сезон | Плей-оф | Плей-оф | Плей-оф | Плей-оф | Плей-оф |
| Сезон        | Клуб                  | Ліга         | І                | Г                | П                | О                | ШХ               | І       | Г       | П       | О       | ШХ      |
| ------------ | --------------------- | ------------ | ---------------- | ---------------- | ---------------- | ---------------- | ---------------- | ------- | ------- | ------- | ------- | ------- |
| 1986–87      | «Пітерборо Пітс»      | ОХЛ          | 18               | 1                | 1                | 2                | 79               | 10      | 0       | 0       | 0       | 20      |
| 1987–88      | «Пітерборо Пітс»      | ОХЛ          | 60               | 22               | 21               | 43               | 292              | 12      | 3       | 9       | 12      | 24      |
| 1988–89      | «Пітерборо Пітс»      | ОХЛ          | 43               | 14               | 16               | 30               | 175              | 17      | 10      | 9       | 19      | 70      |
| 1989–90      | «Ньюмаркет Сейнтс»    | АХЛ          | 57               | 14               | 11               | 25               | 285              | —       | —       | —       | —       | —       |
| 1989–90      | «Торонто Мейпл-Ліфс»  | НХЛ          | 2                | 0                | 0                | 0                | 42               | —       | —       | —       | —       | —       |
| 1990–91      | «Бінгемтон Рейнджерс» | АХЛ          | 25               | 11               | 6                | 17               | 219              | 7       | 3       | 2       | 5       | 16      |
| 1990–91      | «Нью-Йорк Рейнджерс»  | НХЛ          | 28               | 1                | 0                | 1                | 185              | —       | —       | —       | —       | —       |
| 1991–92      | «Нью-Йорк Рейнджерс»  | НХЛ          | 42               | 2                | 4                | 6                | 246              | 6       | 1       | 1       | 2       | 32      |
| 1992–93      | «Нью-Йорк Рейнджерс»  | НХЛ          | 12               | 2                | 0                | 2                | 95               | —       | —       | —       | —       | —       |
| 1992–93      | «Вінніпег Джетс»      | НХЛ          | 49               | 3                | 10               | 13               | 249              | 6       | 1       | 0       | 1       | 23      |
| 1993–94      | «Вінніпег Джетс»      | НХЛ          | 81               | 8                | 11               | 19               | 347              | —       | —       | —       | —       | —       |
| 1994–95      | «Вінніпег Джетс»      | НХЛ          | 31               | 4                | 4                | 8                | 128              | —       | —       | —       | —       | —       |
| 1994–95      | «Торонто Мейпл-Ліфс»  | НХЛ          | 9                | 0                | 1                | 1                | 31               | 7       | 1       | 0       | 1       | 0       |
| 1995–96      | «Торонто Мейпл-Ліфс»  | НХЛ          | 72               | 7                | 6                | 13               | 297              | 6       | 0       | 2       | 2       | 4       |
| 1996–97      | «Торонто Мейпл-Ліфс»  | НХЛ          | 80               | 11               | 17               | 28               | 275              | —       | —       | —       | —       | —       |
| 1997–98      | «Торонто Мейпл-Ліфс»  | НХЛ          | 80               | 4                | 10               | 14               | 365              | —       | —       | —       | —       | —       |
| 1998–99      | «Торонто Мейпл-Ліфс»  | НХЛ          | 72               | 8                | 14               | 22               | 198              | 14      | 0       | 2       | 2       | 24      |
| 1999–00      | «Торонто Мейпл-Ліфс»  | НХЛ          | 70               | 5                | 9                | 14               | 198              | 12      | 0       | 1       | 1       | 20      |
| 2000–01      | «Торонто Мейпл-Ліфс»  | НХЛ          | 82               | 13               | 7                | 20               | 214              | 8       | 0       | 1       | 1       | 20      |
| 2001–02      | «Торонто Мейпл-Ліфс»  | НХЛ          | 74               | 9                | 10               | 19               | 157              | 19      | 1       | 3       | 4       | 61      |
| 2002–03      | «Торонто Мейпл-Ліфс»  | НХЛ          | 79               | 15               | 14               | 29               | 171              | 7       | 1       | 0       | 1       | 13      |
| 2003–04      | «Торонто Мейпл-Ліфс»  | НХЛ          | 80               | 7                | 13               | 20               | 208              | 13      | 2       | 2       | 4       | 41      |
| 2005–06      | «Торонто Мейпл-Ліфс»  | НХЛ          | 77               | 5                | 11               | 16               | 109              | —       | —       | —       | —       | —       |
| Усього в НХЛ | Усього в НХЛ          | Усього в НХЛ | 1020             | 104              | 141              | 245              | 3515             | 98      | 7       | 12      | 19      | 238     |